# MV Agusta 500 Tres cilindros
La MV Agusta 500 cc Tres cilindros es una motocicleta de carreras fabricada por MV Agusta para competir en el Campeonato del Mundo de 500 cc. La motocicleta se introdujo en 1966 para competir contra el siempre competitivo Honda Racing. La motocicleta era una versión mejorada de la exitosa MV Agusta 350 cc de Tres cilindros. Su producción duró hasta 1973.

## Historia
Con Mike Hailwood y Jim Redman corriendo con la Honda RC181s, MV Agusta tuvo una fuerte oposición por primera vez desde 1958. Debido a caídas y contratiempos, Hailwood no pudo terminar una carrera hasta el quinto gran premio, el Gran Premio de Checoslovaquia, logrando sus primeros puntos. Redman se rompió un brazo en el Gran Premio de Bélgica y poco después se retiró. En esa carrera, Agostini comenzó con la nueva máquina, la MV Agusta 500 cc de tres cilindros, que en ese momento no era más que una MV Agusta 350 cc de Tres cilindros llevada hasta los 420 cc. En Alemania Oriental, Hailwood y Agostini abandonaron. Agostini destruyó su nueva tres cilindros en un choque y luego tuvo que recurrir a la vieja MV Agusta 500 cc de Cuatro cilindros. Tres carreras antes del final de la temporada, Redman, Hailwood y Agostini aún podían convertirse en campeones mundiales. Hailwood ganó tres carreras, pero en Monza sus mecánicos tuvieron que construirle una motocicleta a partir de dos Hondas rotas, y no hubo tiempo para encontrar una buena configuración. Hailwood chocó y Agostini ganó, convirtiéndose en campeón mundial de 500 cc.
La motocicleta fue llevada hasta los 500 cc completos para la temporada 1967. Antes de Monza, la penúltima carrera, Agostini y Hailwood habían ganado cuatro carreras cada uno. Agostini ganó en Monza, por lo que tuvo que anotar un punto en el Gran Premio de Canadá para ganar el título mundial. Terminó en el segundo lugar detrás de Hailwood en Canadá y ganó el campeonato mundial.
Para 1968, Honda se retiró del campeonato del mundo, pero pagó a Hailwood 50.000 libras para que no compitiera por otro equipo. La oposición de MV provino de pequeños equipos que hicieron sus propias motocicletas, como Paton y LinTo, o de las mejoradas monociclindricas británicas, como Seeley y Rickman Métisse. Agostini no tuvo problemas con la oposición y ganó todos los grandes premios de 500cc y se convirtió nuevamente en campeón mundial.
La temporada 1969 comenzó bien para Giacomo Agostini. En las primeras carreras, ganaba por una vuelta (incluso después de una mala salida y una caída en el Gran Premio de España) o por un gran margen. El Snaefell Mountain Course tenía 60 kilómetros de largo y Agostini se lo estaba tomando con calma, pero su ventaja de 9 minutos equivalía a 2 a 3 vueltas en un circuito promedio. En el Circuito de Spa-Francorchamps de 14 kilómetros, solo Percy Tait (Triumph) se mantuvo en la misma vuelta. El conde Agusta tenía su propia casa de campo en Monza, cerca del Autodromo Nazionale di Monza pero el gran premio fue trasladado a Imola. Al conde no le gustó eso y el equipo boicoteó la carrera. El equipo tampoco acudió al Gran Premio de Yugoslavia.
En 1970, los motores de dos tiempos estaban claramente en aumento, con versiones de carreras de la Kawasaki H1 Mach III y la Yamaha TR2. Las Yamahas, sin embargo, tenían un motor de 351 cc, mientras que las Kawasakis consumían mucho combustible y con frecuencia tenían que repostar durante la carrera. Agostini ganó los primeros diez grandes premios y su nuevo compañero de equipo, Angelo Bergamonti, el undécimo.
La temporada 1971 comenzó con tristeza para MV Agusta, cuando Angelo Bergamonti murió en un accidente durante la carrera de la temporada romagnola en Riccione. Agostini ganó los primeros ocho grandes premios en 1971. El Senior TT le otorgó su 75.ª victoria mundialista y en Alemania Oriental ganó su 80.º gran premio, estableciendo un nuevo récord. MV no acudió al Gran Premio de Úlster. En Monza, el motor de tres cilindros de Agostini se rompió por primera vez, pero Alberto Pagani, ahora en la segunda MV Agusta, ganó la carrera. MV Agusta no volvió a competir en el Gran Premio de España.
Alberto Pagani, hijo del expiloto Nello Pagani, recibió un contrato para correr junto con Agostini en 1972. Alberto tuvo que conformarse con el segundo lugar detrás de Agostini durante toda la temporada, excepto en el Gran Premio de Yugoslavia, donde Agostini abandonó. Cuando Gilberto Parlotti, un amigo personal de Giacomo Agostini, chocó y murió durante el Lightweight 125 cc TT, el circuito fue considerado demasiado peligroso para la competencia internacional por muchos corredores. El equipo de MV Agusta decidió nunca volver a competir en la Isla de Man. En octubre de 1972, las marcas italianas Aermacchi-Harley-Davidson, Benelli, Ducati, Morbidelli, Moto Villa y MV Agusta solicitaron que se retirara el TT de la Isla de Man del calendario del Campeonato del Mundo. La federación italiana se distanció de esto, y no se discutió en el congreso de la FIM de 1972, pero muchos de los mejores pilotos nunca volvieron a participar en el TT de la Isla de Man.

## Resultados en el Campeonato del Mundo
(Carreras en negro indican pole position, carreras en italics indican vuelta rápida)
| Año  | Equipo                 | N.º | Piloto            | 1   | 2   | 3   | 4   | 5   | 6   | 7   | 8   | 9   | 10  | 11  | 12  | 13  | Pts       | C.P. | Pts       | C.C. | Nt.               |
| ---- | ---------------------- | --- | ----------------- | --- | --- | --- | --- | --- | --- | --- | --- | --- | --- | --- | --- | --- | --------- | ---- | --------- | ---- | ----------------- |
| 1966 | MV Agusta Repato Corse |     |                   | GER | NED | BEL | DDR | CZE | FIN | ULS | IOM | NAT |     |     |     |     |           |      |           |      |                   |
| 1966 | MV Agusta Repato Corse | 20  | Giacomo Agostini  | 2   | 2   | 1   | Ret | 2   | 1   | 2   | 2   | 1   |     |     |     |     | 36 (54)   | 1.º  | 36 (54)   | 2.º  | [ n 1 ]           |
| 1967 | MV Agusta Repato Corse |     |                   | GER | IOM | NED | BEL | DDR | CZE | FIN | ULS | NAT | CAN |     |     |     |           |      |           |      |                   |
| 1967 | MV Agusta Repato Corse | 1   | Giacomo Agostini  | 1   | Ret | 2   | 1   | 1   | 2   | 1   | 20  | 1   | 2   |     |     |     | 46 (58)   | 1.º  | 46 (58)   | 1.º  | [ n 2 ]           |
| 1968 | MV Agusta Repato Corse |     |                   | GER | ESP | IOM | NED | BEL | DDR | CZE | FIN | ULS | NAT |     |     |     |           |      |           |      |                   |
| 1968 | MV Agusta Repato Corse | 1   | Giacomo Agostini  | 1   | 1   | 1   | 1   | 1   | 1   | 1   | 1   | 1   | 1   |     |     |     | 48 (80)   | 1.º  | 48 (80)   | 1.º  | [ n 3 ]           |
| 1969 | MV Agusta Repato Corse |     |                   | ESP | GER | FRA | IOM | NED | BEL | DDR | CZE | FIN | ULS | NAT | YUG |     |           |      |           |      |                   |
| 1969 | MV Agusta Repato Corse | 1   | Giacomo Agostini  | 1   | 1   | 1   | 1   | 1   | 1   | 1   | 1   | 1   | 1   |     |     |     | 105 (150) | 1.º  | 105 (150) | 1.º  | [ n 4 ]           |
| 1970 | MV Agusta Repato Corse |     |                   | GER | FRA | YUG | IOM | NED | BEL | DDR | FIN | ULS | NAT | ESP |     |     |           |      |           |      |                   |
| 1970 | MV Agusta Repato Corse | 1   | Giacomo Agostini  | 1   | 1   | 1   | 1   | 1   | 1   | 1   | 1   | 1   | 1   |     |     |     | 90 (150)  | 1.º  | 90 (165)  | 1.º  | [ n 5 ] [ n 6 ]   |
| 1970 | MV Agusta Repato Corse | 6   | Angelo Bergamonti |     |     |     |     |     |     |     |     |     | 2   | 1   |     |     | 59        | 3.º  | 90 (165)  | 1.º  | [ n 5 ] [ n 6 ]   |
| 1971 | MV Agusta Repato Corse |     |                   | AUT | GER | IOM | NED | BEL | DDR | SWE | FIN | ULS | NAT | ESP |     |     |           |      |           |      |                   |
| 1971 | MV Agusta Repato Corse | 1   | Giacomo Agostini  | 1   | 1   | 1   | 1   | 1   | 1   | 1   | 1   |     | Ret |     |     |     | 90 (120)  | 1.º  | 90 (135)  | 1.º  | [ n 7 ] [ n 8 ]   |
| 1971 | MV Agusta Repato Corse | 4   | Alberto Pagani    |     |     |     |     |     |     |     |     |     | 1   |     |     |     | 29        | 8.º  | 90 (135)  | 1.º  | [ n 7 ] [ n 8 ]   |
| 1972 | MV Agusta Repato Corse |     |                   | GER | FRA | AUT | NAT | IOM | YUG | NED | BEL | DDR | CZE | SWE | FIN | ESP |           |      |           |      |                   |
| 1972 | MV Agusta Repato Corse | 1   | Giacomo Agostini  | 1   | 1   | 1   | 1   | 1   | Ret | 1   | 1   | 1   | 1   | 1   | 1   |     | 105 (165) | 1.º  | 105 (180) | 1.º  | [ n 9 ]           |
| 1972 | MV Agusta Repato Corse | 3   | Alberto Pagani    | 2   |     |     | 2   | 2   | 1   | 2   | 2   |     |     |     | 2   |     | 87        | 2.º  | 105 (180) | 1.º  | [ n 9 ]           |
| 1973 | MV Agusta Repato Corse |     |                   | FRA | AUT | GER | NAT | IOM | YUG | NED | BEL | CZE | SWE | FIN | ESP |     |           |      |           |      |                   |
| 1973 | MV Agusta Repato Corse | 1   | Giacomo Agostini  | Ret | Ret | Ret | C   |     |     | Ret | 1   | 1   | 2   | 1   |     |     | 57        | 3.º  | 117 (90)  | 1.º  | [ n 10 ] [ n 11 ] |